# لوك فورد
لوك فورد (بالإنجليزية: Luke Ford)‏ هو ممثل كندي وأسترالي، ولد في 26 مارس 1981 بفانكوفر في كندا.

## أعمال

### أفلام
- (2008)  قبر إمبراطور التنين[3]
- (2010) مملكة الحيوان

## وصلات خارجية
- لوك فورد على موقع IMDb (الإنجليزية)
- لوك فورد على موقع ألو سيني (الفرنسية)
- لوك فورد على موقع أول موفي (الإنجليزية)
- لوك فورد على موقع قاعدة بيانات الأفلام السويدية (السويدية)
- لوك فورد على موقع قاعدة بيانات الفيلم (الإنجليزية)
- لوك فورد على موقع كينوبويسك (الروسية)